# Lidia Chojecka
Lidia Chojecka-Leandro, född den 25 januari 1977 i Siedlce, är en polsk friidrottare som tävlar i medeldistanslöpning.
Lidia Chojecka har under 2000-talet tillhört den allra yttersta världseliten på framför allt 1 500 meter men trots detta har hon haft svårt att vinna medaljer vid internationella mästerskap utomhus. Hon har flera gånger varit i mästerskapsfinaler utan att nå ända fram. 
Vid VM 1999 slutade hon nia. Vid Olympiska sommarspelen 2000 blev hon femma. Samma placering nådde hon vid VM 2001 i Edmonton. Vid Olympiska sommarspelen 2004 blev hon sexa och vid EM 2006 i Göteborg slutade hon femma för att nämna några framstående placeringar. Däremot misslyckades hon både vid VM 2007 och Olympiska sommarspelen 2008 att kvalificera sig till finalen. 
Inomhus har hon däremot varit mera framgångsrik med ett EM-guld på 1 500 meter och två EM-guld på 3 000 meter. Dessutom har hon två EM-silver och två VM-brons.

## Personliga rekord
- 800 meter - 1.59,97
- 1 500 meter - 3.59,22
- 3 000 meter - 8.31,69